# Camptotypus errans
Camptotypus errans là một loài tò vò trong họ Ichneumonidae.